# ママ男
『ママ男』（Mama's Boy）は、2007年に製作されたジョン・ヘダー主演のコメディ映画である。

## 概要
若手俳優のジョン・ヘダーが主演する本作品は、女優のダイアン・キートンと親子を演じたコメディ映画である。ヘダーが出演した『ナポレオン・ダイナマイト』の日本でのビデオ販売時の邦題『バス男』にちなんで本作品のタイトルも『ママ男』というタイトルになっている。

## あらすじ
29歳のジェフリー・マナス（ジョン・ヘダー）は未だに一人立ちできないマザコンの冴えない男。そのため母親のジャン（ダイアン・キートン）と同居し、子供さながらの生活に甘んじていた。そんなある日、母親のジャンが自己啓発セミナーの講師、マート・ローゼンブルーム（ジェフ・ダニエルズ）と出会って恋仲に落ちてしまう。今の生活に十分満足しているジェフリーにとって、母親の再婚は自分の“聖域”を汚される大きな要因になることと危機を覚え、さっそくローゼンブルームへの嫌がらせを決行。しかしローゼンブルームも負けてはおらず、やられたらやり返すの精神でジェフリーに仕返しを挑んでいく。そんな一方でジェフリーはコーヒー店でシンガーソングライターを目指すノラ・フラナガン（アンナ・ファリス）と知り合った。やがてマートの弱みも握ったジェフリーは優勢な立場に立つのだが…。

## スタッフ・キャスト

### 出演者
- ジェフリー・マナス：ジョン・ヘダー
- ジャン・マナス：ダイアン・キートン
- マート・ローゼンブルーム：ジェフ・ダニエルズ
- ノラ・フラナガン：アンナ・ファリス
- マヤ：サラ・クラーク
- シーモア・ワーバートン：イーライ・ウォラック

### スタッフ
- 監督：ティム・ハミルトン
- 製作総指揮：ラヴィ・メータ、ほか
- 製作：ハンディ・サンテリ
- 音楽：マーク・マザーズボー
- 撮影：ジョナサン・ブラウン
- 編集：エイミー・E・ダドルストン
- 衣装：シェイ・カンリフ